# Бильбильский сельсовет
Бильбильский сельсовет  — административно-территориальная единица и муниципальное образование со статусом сельского поселения в Магарамкентском районе Дагестана Российской Федерации.
Административный центр — село Бильбиль-Казмаляр.

## Население
| 2002  | 2010  | 2012  | 2013  | 2014  | 2015  | 2016  |
| ----- | ----- | ----- | ----- | ----- | ----- | ----- |
| 2304  | ↗2561 | ↗2583 | ↘2575 | ↗2583 | ↘2580 | ↗2588 |
| 2017  | 2018  | 2019  | 2020  | 2021  | 2023  | 2024  |
| ↗2612 | ↘2585 | ↗2595 | ↘2573 | ↘2408 | ↗2413 | ↘2412 |
| 2025  |       |       |       |       |       |       |
| ↘2402 |       |       |       |       |       |       |

## Состав
| № | Населённый пункт  | Тип населённого пункта       | Население |
| - | ----------------- | ---------------------------- | --------- |
| 1 | Бильбиль-Казмаляр | село, административный центр | ↘1913     |
| 2 | Приморский        | село                         | ↘495      |